# Fuerza nueva (álbum)
El 12 de octubre de 2019, día de la Hispanidad, se publica el álbum de debut de Fuerza Nueva, un proyecto colaborativo entre Los Planetas y Niño de Elche. 

## Producción y lanzamiento
Siguiendo una entrevista de Javier Herrero:"Jota y Niño de Elche ya se conocían y un colaborador habitual de ambos, Juan Mario Vázquez, tuvo la idea de unirlos para trabajar en un sencillo y experimentar". Florent explicó que más que "punks con un panfleto", lo que les interesa es "la lírica, la poesía y la religión", y Romero dijo sobre el nombre: "Tenía que ver también con New Order y la devoción de Paco por la retórica fascista. No soy muy amante del nombre, pero pone el dedo en un sitio que quema a todos", en alusión al partido ultraderechista del mismo nombre que fundó Blas Piñar.  
El 16 de octubre de 2019 se presentan en directo la banda y el disco en la sala Joy Eslava de Madrid.

## Recepción
Fue el segundo álbum más vendido en España en la semana de su estreno y el 81 en la lista de streaming.
Fue votado como vigésimo quinto mejor disco nacional de la década 2010-2019 por los críticos de la revista Rockdelux en su número 388, "Especial 35 aniversario: Resumen de la década 2010-2019".
Fue uno de los doce finalistas de Premio Ruido para el año 2019 que otorga la asociación PAM (Periodistas Asociados Musicales).
Fue elegido como mejor disco del año nacional por los redactores de la revista Muzikalia, segundo por los de Rockdelux, décimo cuarto por los de Mondosonoro y vigésimo séptimo mejor disco por los de Jenesaispop. En su número 400, Rockdelux lo elige como 49 mejor disco nacional del siglo XXI (2000-2005).
Fue nominado a dos premios MIN (mejor álbum de rocky mejor diseño gráfico)en su edición XXI, organizada por la Unión Fonográfica Independiente (UFI).

## Listado de canciones
El álbum se edita en CD y vinilo. La portada de Javier Aramburu presenta la silueta de España atravesada por un rayo, inspirándose en la del álbum Unknown Pleasures de Joy Division.

### Edición enCD
1. Santo Dios 5:44
2. Los campanilleros 5:19
3. Mariana 5:22
4. La canción de los gitanos 3:47
5. La cruz 5:46
6. Canción para los obreros de Seat 5:27
7. El novio de la muerte 5:14
8. Santo Domingo 5:02

Todas las canciones escritas por Fuerza Nueva basándose en canciones populares, excepto la sexta compuesta por Guy Debord.

### Edición envinilo
El disco tiene dos ediciones: vinilo en portada doble y vinilo en edición limitada a 1.492 copias y numerada (carpeta doble con un vinilo de 180 gramos, póster de Javier Aramburu y libreto especial con textos de Pedro G. Romero y letras de las canciones). Se vuelve a publicar, dentro del Record Store Day, el 17 de julio de 2021 en edición limitada a 500 copias, con portada blanca y vinilo rojo.
| Cara A 1. Santo Dios 5:44 2. Los campanilleros 5:19 3. Mariana 5:22 4. La canción de los gitanos 3:47 | Cara B 1. La cruz 5:46 2. Canción para los obreros de Seat 5:27 3. El novio de la muerte 5:14 4. Santo Domingo 5:02 |

Todas las canciones escritas por Fuerza nueva basándose en canciones populares, excepto la 2B compuesta por Guy Debord.

## Singles
| Orden | Título                           | Fecha de Edición | Discográfica     |
| ----- | -------------------------------- | ---------------- | ---------------- |
| 1     | Los campanilleros                | 2019             | El Ejército Rojo |
| 2     | Santo Dios                       | 2019             | El Ejército Rojo |
| 3     | La cruz                          | 2019             | El Ejército Rojo |
| 4     | Canción para los obreros de Seat | 2019             | El Ejército Rojo |
| 5     | El novio de la muerte            | 2019             | El Ejército Rojo |

El 3 de enero de 2019 se estrena el vídeo-clip de su primera canción editada, Los campanilleros,clip realizado por Andrés Duque. La portada del sencillo fue diseñada por Javier Aramburu. En la nota de prensa se indica, entre otras cosas, que "la melodía que se ha popularizado bajo ese nombre viene del cante de los auroros, grupos de voces e instrumentos que acompañaban al Rosario de la Aurora y que se han ido acoplando a las fiestas del ciclo invernal. (...) El primer flamenco que la grabó fue Manuel Torre (...) pero indudablemente fue la Niña de la Puebla la que convirtió en un hit".
El 28 de febrero de 2019, Día de Andalucía, se publica Santo Dios, revisión del himno de Andalucía, grabada en abril de 2018 en el Refugio Antiaéreo, y mezclada por Raul Rëfree y masterizada por Alexis Psaroudakis (Rosalía, Silvia Pérez Cruz, Rocío Márquez, Niño de Elche, etc). El videoclip fue realizado por Andrés Duque.
El 14 de abril de 2019, Viernes de Dolores, sale a la luz La cruz, inspirada en La saeta, poema de Antonio Machado popularizado por Joan Manuel Serrat, y en el tema The Cross de Prince. El clip corre a cargo de Andrés Duque.
No incluida en el álbum, Una, glande y libre se edita el 18 de julio de 2019, aniversario del Alzamiento Nacional, solo en formato digital e interpretada por Jota. El mismo tema, pero titulado Una, grande y libre y cantado por Jota y Niño de Elche, es la cara A del primer disco físico del grupo en formato sencillo 7". La cara B es La canción de los gitanos (sí incluida en el LP), adaptación del himno del pueblo gitano, el Gelem Gelem. El vinilo se publica el 6 de septiembre de 2019, con diseño de Javier Aramburu. La canción de los gitanos es elegida como quinta mejor canción nacional del año por los redactores de la revista Rockdelux.
El 11 de septiembre de 2019, coincidiendo con la Diada de Cataluña, publican en digital Canción para los obreros de Seat, reinterpretación del himno oficial de Cataluña, Els Segadors. Al final del vídeo clip promocional, dirigido por Andrés Duque, se explica que esta es una canción "para los obreros de SEAT presos en Segovia, (...) un grupo de cinco proletarios que en un tiempo se llamó Ejército Revolucionario de Ayuda a los Trabajadores dedicado a expropiar empresas y bancos para ayudar a los huelguistas y parados". El diseño gráfico corre a cargo de Javier Aramburu.
El 20 de septiembre de 2019, día de la Legión Española, publican su visión de El novio de la muerte, canción interpretada por la Legión en ocasiones solemnes.En la letra se hace una referencia a Luis Aragonés como guiño a la adaptación que hicieron Glutamato Ye-Yé de El novio de la muerte con el título de Soy un socio del Atleti, incluida en su directo ...¡Esto fue todo! (Twins, 1987).

## Créditos
- Voz: Niño de Elche.

- Guitarra y voz: J. Guitarra: Florent. Teclados, Hammond
- Guitarra: Esteban.
- Bajo y coros: Julián.
- Batería: Eric.
- Diseño: Javier Aramburu.
- Textos: Pedro G. Romero.